# April in Paris (chanson)
April in Paris est une chanson écrite par Vernon Duke (musique) et Yip Harburg (paroles) pour leur revue musicale Walk a Little Faster (en), créée à Broadway en 1933. La revue ne dure qu'une saison, mais cette chanson devient très populaire.
La chanson a été créée sur scène par Evelyn Hoey, qui jouait dans cette production originale de 1933. Les premiers enregistrements sont dus à Henry King (Victor Talking Machine Company) et Freddy Martin (Brunswick Records) en 1933.

## Reprises
Cette chanson a été reprise par de nombreux artistes de jazz, parmi lesquels Louis Armstrong, Ella Fitzgerald, Count Basie, Billie Holiday, Thelonious Monk, Frank Sinatra, Dinah Shore, Sarah Vaughan. En France, Jean Sablon en a donné une version pleine de charme[citation nécessaire]. Il existe plus de 300 reprises.
De plus, la chanson est souvent chantée en duo.

## Utilisation au cinéma
Cette chanson donne son titre au film musical américain Avril à Paris (titre original : April in Paris), avec Doris Day et Ray Bolger dans les rôles principaux. Dans ce film, elle est chantée par la mannequin-choriste de Broadway Ethel S. Jackson surnommée Dynamite (interprétée par Doris Day).